# Copa Mundial Femenina de Fútbol de ConIFA
La Copa Mundial Femenina de Fútbol de ConIFA es un torneo internacional de fútbol femenino organizado por ConIFA, una asociación que agrupa a los estados, las minorías, los pueblos sin estado y las regiones no afiliadas a la FIFA, previsto a celebrarse cada dos años.

## Historia

### Tíbet 2022
Su primera edición se jugaría  del 23 al 30 de junio de 2021 en Rumanía, fue cancelado luego de la pandemia de COVID-19 y reorganizado para julio de 2022 en India.

### Laponia 2024
La segunda edición se jugó sobre el círculo polar ártico, en el norte de Noruega. La ciudad de Bodø fue seleccionada como Capital Europea de la Cultura en 2024 y, como parte de la celebración, la ciudad acogió la Copa Mundial ConIFA femenina de 2024.

## Palmarés
| Año          | Sede    | Campeón | Final Resultado | Subcampeón  | Tercer lugar                | Resultado                    | Cuarto lugar                 |
| ------------ | ------- | ------- | --------------- | ----------- | --------------------------- | ---------------------------- | ---------------------------- |
| 2022 Detalle | Tíbet   | Laponia | 13:1 9:0        | Tíbet       | Solo hubo dos participantes | Solo hubo dos participantes  | Solo hubo dos participantes  |
| 2024 Detalle | Laponia | Laponia | 2:1             | Tamil Eelam | País Sículo                 | Solo hubo tres participantes | Solo hubo tres participantes |

## Títulos por equipo
En cursiva, se indica el torneo en que el equipo fue local.
| Equipo      | Campeón        | Subcampeón | Tercer lugar | Cuarto lugar |
| ----------- | -------------- | ---------- | ------------ | ------------ |
| Laponia     | 2 (2022, 2024) | 0          | 0            | 0            |
| Tíbet       | 0              | 1 (2022)   | 0            | 0            |
| Tamil Eelam | 0              | 1 (2024)   | 0            | 0            |
| País Sículo | 0              | 0          | 1 (2024)     | 0            |

## Goleadoras
| Año  | Jugadora                          | Equipo  | Goles |
| ---- | --------------------------------- | ------- | ----- |
| 2022 | Moa Öhman                         | Laponia | 8     |
| 2024 | Karoline Fosli Eva-Alida Eliasson | Laponia | 4     |

## Desempeño
| Equipo         | 2022 (2) | 2024 (3) | Part. |
| -------------- | -------- | -------- | ----- |
| Laponia        | 1º       | 1º       | 2/2   |
| Matabelelandia | ×        | ×        | 0/2   |
| País Sículo    | ×        | 3º       | 1/2   |
| Tamil Eelam    | ×        | 2º       | 1/2   |
| Tíbet          | 2º       | ×        | 1/2   |

### Simbología
| - 1.º – Campeón - 2.º – Finalista - 3.º – 3.er lugar - 4.º – 4.º lugar - GS – fase de grupos | - q – clasificado - •• – Clasificó pero se retiró - • – No clasificó - × – No participó / se retiró / prohibido / participación no aceptada por ConIFA - – Anfitrión |

## Clasificación general
Actualizado a la edición 2024.
| Equipo | Equipo      | Part. | Pts | PJ | PG | PE | PP | GF | GC | Dif |
| ------ | ----------- | ----- | --- | -- | -- | -- | -- | -- | -- | --- |
| 1      | Laponia     | 2     | 21  | 7  | 7  | 0  | 0  | 39 | 2  | +37 |
| 2      | Tamil Eelam | 1     | 4   | 5  | 1  | 1  | 3  | 4  | 14 | -10 |
| 3      | País Sículo | 1     | 1   | 4  | 0  | 1  | 3  | 2  | 8  | -6  |
| 4      | Tíbet       | 1     | 0   | 2  | 0  | 0  | 2  | 1  | 22 | -21 |